# Profilo supercritico
Un profilo alare supercritico è un profilo progettato, in primo luogo, per ritardare l'instaurazione della resistenza d'onda nella gamma di velocità transonica. Le superfici aerodinamiche supercritiche sono caratterizzate dalla superficie del dorso alare appiattita, da un'elevata curvatura della linea di camber in prossimità del bordo di fuga e da un maggiore raggio di curvatura del bordo d'attacco.
Quando un velivolo viaggia a velocità inferiori alla velocità del suono, ma vicino a questa (superiore a circa Mach 0,7) in alcuni punti dell'ala l'accelerazione dell'aria causata dalla curvatura del profilo alare può far sì che in certi punti si possano formare zone in cui la velocità del flusso superi la velocità del suono (Mach>1). In quei punti si forma quindi un'onda d'urto, il passaggio brusco da velocità supersonica a monte dell'onda a velocità subsonica a valle dell'onda causa una dispersione di energia con aumento di resistenza aerodinamica e diminuzione della portanza. I profili supercritici hanno caratteristiche che diminuiscono questi effetti indesiderati alle alte velocità  aumentando l'efficienza dell'ala e diminuendone la resistenza (diminuendo così anche il consumo).

## Descrizione
La progettazione aerodinamica di un profilo alare ad alte velocità tende all’obiettivo di massimizzare il parametro {\displaystyle M_{\infty }{\frac {\mathrm {C} _{L}}{\mathrm {C} _{D}}}}. In regime di alto subsonico è necessario evitare quindi che all’aumentare di {\displaystyle M_{\infty }} (Numero di Mach asintotico) si abbia il calo di {\displaystyle C_{L}} (Coefficiente di portanza) e l’aumento di {\displaystyle C_{D}} (Coefficiente di resistenza), effetti tipici dell'ingresso in transonico.

L'obiettivo può essere raggiunto in due diversi modi:
Il primo metodo consiste nel disegnare il profilo con un piccolo spessore relativo così da ridurre le accelerazioni locali e spostando molto all'indietro (circa a metà corda) il punto di massimo spessore, così da avere una distribuzione più uniforme sul dorso senza eccessive accelerazioni locali e quindi senza un forte picco di pressione; inoltre in questo tipo di profili alari, detti subcritici, si prevede un piccolo raggio di curvatura del bordo di attacco. In modo si tende ad innalzare il più possibile il valore di Mach critico, così da poter volare ad alta velocità senza entrare in campo transonico.

Grafico che mostra la maggior uniformità della zona di ricompressione lungo un'ala supercritica.

L’altra maniera per avere elevate prestazioni ad alti numeri di Mach è quella di consentire la formazione della regione supersonica sul dorso, disegnando però il profilo con una forma che permetta una ricompressione isentropica del flusso, così da evitare la formazione dell’onda d'urto che è la causa della perdita di portanza e dell’aumento di resistenza. I profili concepiti per funzionare a valori di {\displaystyle M_{\infty }>M_{{\infty }crit}} vengono detti profili supercritici. Essi prevedono caratteristiche opposte a quelle dei profili subcritici: hanno infatti grande raggio di curvatura del bordo di attacco e il punto di massimo spessore spostato in avanti.

Entrambe queste caratteristiche generano una forte accelerazione locale, cosicché il flusso diviene supersonico a breve distanza dal bordo di attacco consentendo di aumentare la lunghezza della zona di ricompressione che può quindi attuarsi gradualmente.
I profili supercritici vengono di solito progettati con metodi numerici di tipo inverso, si assegna cioè la distribuzione di velocità ottimali che si desidera ottenere e si determina il profilo con la forma che realizza tale distribuzione; per questo motivo da un dato profilo supercritico si ottiene la ricompressione isentropica solo in prossimità dei valori di {\displaystyle M_{\infty }} ed {\displaystyle \alpha } per i quali è stato progettato; in condizioni fuori progetto si ha la formazione di un'onda d'urto più o meno intensa.

## Storia
Le specifiche militari nella metà degli anni sessanta del novecento per i jet da combattimento misero particolare enfasi sulla necessità di poter raggiungere alti fattori di carico nelle manovre di combattimento aria-aria ad alte velocità subsoniche. Questo evidenziò la necessità di ridurre il buffeting e la resistenza indotte dal distacco dell'onda d'urto ad alte velocità e alti coefficienti di portanza L'impiego dello svergolamento, del camber e della freccia non erano da soli capaci di risolvere il problema del flusso supercritico in queste condizioni. Fu allora all'inizio del 1964, che Richard T. Whitcomb iniziò le sue ricerche al Langley Research Center, ricerche che portarono allo sviluppo dei profili supercritici.
Il programma di prova ASA per la convalida di questo tipo di profili è stato condotto presso il Dryden Flight Research Center dal marzo 1971 al maggio 1973 e ha dimostrato che il profilo supercritico installato su un velivolo F-8 Crusader ha aumentato l'efficienza transonica fino al 15%.
Prima che il programma finisse, l'aeronautica statunitense ha collaborato con la NASA per un programma congiunto al fine di testare un profilo supercritico progettato per velivoli militari altamente manovrabili. Fu usato come aereo di prova un F-111 con ala a geometria variabile e la ricerca base si è tenuta tra il 1973 e il 1975. I risultati sono stati estremamente incoraggianti e hanno mostrato che l'ala di prova generava fino al 30% in più di portanza rispetto al tradizionale profilo dell'F-111. Visti gli eccellenti risultati in termini di consumo e di prestazioni ad elevate velocità, le case di produzione aeronautica hanno subito sposato questi profili alari, con Rockwell, Canadair e Lear tra le prime aziende commerciali americane ad applicare questa tecnologia per i loro aerei executive, seguite in Europa dalla Dassault.
 
La tecnologia di ala supercritica è ora incorporata nei progetti di aeromobili commerciali e militari in tutto il mondo, tra cui il B-777, il C-17 e l'AV-8B Harrier costruito da Boeing. Altri utilizzatori della tecnologia SCW (supercritical wings) portano i nomi delle aziende Bombardier, Lear, Challenger, Galaxy, Raytheon, Gulfstream, Cessna, Falcon, Airbus Industries, Dassault-Brequet-Dornier e Israel Aircraft Industry. Tra gli ultimi i velivoli militari Lockheed Martin F-22 e F-35.

Boeing 757 e 767 jetliner, e la nuova generazione di aerei 737, hanno anche ali progettate con una qualche forma di tecnologia supercritica applicata.
Diversi aeromobili militari in fase di sperimentazione e sviluppo sono in costruzione con la tecnologia SCW.